# Nicolás Bruno
Martin Nicolás Bruno (Buenos Aires, 24 de febrero de 1989) es un jugador de voleibol argentino, integrante de la selección de su país con la que participó en los Juegos Olímpicos de Londres 2012. Obtuvo la medalla de bronce en el Campeonato Mundial Juvenil de Pune 2009.

## Carrera deportiva
En 2008 formó parte de la selección juvenil que obtuvo el campeonato sudamericano en Poços de Caldas (Brasil), y en 2009 la que obtuvo la medalla de bronce en el Campeonato Mundial Juvenil (Sub-21) de Pune (India).
En 2012 integró el equipo olímpico de ese país que se desempeñó en los Juegos Olímpicos de Londres 2012.